# Миончинский, Пётр Михаил
Граф Пётр Михаил Миончинский (1695—1776) — государственный и военный деятель Речи Посполитой, каштелян хелмский (1725—1737), воевода черниговский (1737—1776), ротмистр гусарской хоругви (1728), староста кшепицкий (1711), рокицкий (1730) и маковецкий (1738). Кавалер орденов Святого Станислава и Белого Орла.

## Биография
Представитель польского дворянского рода Миончинских герба «Сухекомнаты». Сын подскарбия надворного коронного и воеводы волынского Атаназия Миончинского (1639—1723) и Елены Лушковской.
В 1711 году Пётр Михаил получил во владение от своего отца староство кшепицкое. В 1725 году был назначен каштеляном хелмским. 19 мая 1728 года Пётр Михаил Миончинский стал ротмистром гусарской хоругви. 8 июля 1737 года был назначен воеводой черниговским. 7 мая 1764 года Пётр Михаил Миончинский подписал манифест, в котором объявлял незаконным конвокационный сейм, созванный в присутствии русских войск.
В 1774 году стал кавалером орденов Святого Станислава и Белого Орла.

## Семья
Около 1724 года женился на Антонине Ржевуской, дочери каштеляна подляшского Адама Ржевуского (ум. 1717) и сестре воеводы подляшского Михаила Юзефа Ржевуского. Дети:
- Адам Каетан Миончинский (1725—1779), последний писарь польный коронный, генерал-майор коронных войск
- Юзеф Миончинский (1731—1787), генерал-майор коронных войск, ротмистр гусарской кавалерии.